# Jason Tahincioglu
Jason Tahincioglu (Turco: Jason Tahincioğlu, ou Jason Tahinci),  nasceu em Bristol, 29 de Outubro de 1983 é um automobilista turco.